# Kim Un-su
Kim Un-su, hangul 김언수, född 1972 är en sydkoreansk författare.

## Litterär karriär
Kim Un-su studerade koreansk litteratur vid Kyung Hee-universitetet, (경희대학교), där han fullföljde en mastersutbildning. Han gjorde sin litterära debut hösten 2002 med novellen ”Easy Writing Lessons” (참 쉽게 배우는 글짓기교실 ”Cham shipgye baeuneun geuljitgigyosil”) och vann 2003 skrivartävlingen Jinju News Writing Contest med novellen ”Danbaljang Street” (단발장 스트리트 “Danbaljang seuteuriteu”). 
2006 vann han Dong-a Ilbo New Writer's Contest med novellen ”Breaking up with Friday” (프라이데이와 결별하다 “Peuraidaewa gyeolbyeolhada”) och erövrade med sin första roman, The Cabinet (캐비닛 Kaebinit) Munhakdongne Novel Award, som delades ut för tolfte året.
Kim Un-sus roman Hot Blood (뜨거운 피 Tteugeoun Pi) 2016 erhöll sedan Hahn Moo-Sooks litterära pris, när det delades ut för 22:a året.
Kim nådde den internationella läsekretsen när hans litterära thriller 설계자들, Seolgyejadeul (2010) publicerades i Frankrike med titeln ”Les planificateurs” (2017). Romanen nominerades till litteraturpriset Grand Prix de Literature Policiére. Romanen finns sedan 2019 i svensk översättning av Lars Vargö med titeln Den rätta tiden för en kula i hjärtat och i engelsk översättning The Plotters, också 2019. I USA mottogs den med positiv kritik och listades som “Editor's Choice"  av New York Times veckovis utgivna “Book Review” och "This Winter's Best Thrillers" av Chicago Review of Books.
Romanen är en thriller om yrkesmördaren Reseng och de problem som uppstår när han upptäckeratt han är nästa uppdrag för en av hans kollegor. Boken är fylld av underfundig, svart humor och varvas med blodig action.
| ” | –Jag tänker inte på någon balans när det gäller till exempel våld och humor. Det är som ett träd, det växer uppåt och så kommer grenarna och går åt olika håll. Så är det också med mina böcker. En stam som det växer ut grenar från. | „ |

## Skrivandet
Kim har kallats “Sydkoreas svar på Henning Mankell” trots att han strängt taget inte är någon genreförfattare. Han berättar i en TT-intervju att för honom kommer berättelsen först och så låter han den utvecklas och först sedan visar det sig om den tillhör en speciell genre.
Kim Un-sus huvudpersoner är ofta ensamma. Ensamhet är, enligt Kim, grundläggande för den mänskliga nature och uppstår ur människors tro att de är ensamma om att bli sårade. Han menar att konsten här kan komma till undsättning och mildra denna ensamhet. Utifrån detta ställningstagande skapar Kim surrealistiska berättelser med dramatiska och lätt överdrivna karaktärer.

### På svenska
- Kim Un-su (översättning Lars Vargö) (2019). Den rätta tiden för en kula i hjärtat. Southside Stories. ISBN 978-91-88725-35-6. https://www.adlibris.com/se/bok/den-ratta-tiden-for-en-kula-i-hjartat-9789188725356?campaignId=a0e1f60b-5c8c-4bd9-8f5b-8a96b0c60967. Läst 8 november 2019

## Priser
- 2006 Munhakdongne Novel Award
- 2017 Hahn Moo-Sook Literary Prize